# 栃木県立宇都宮商業高等学校

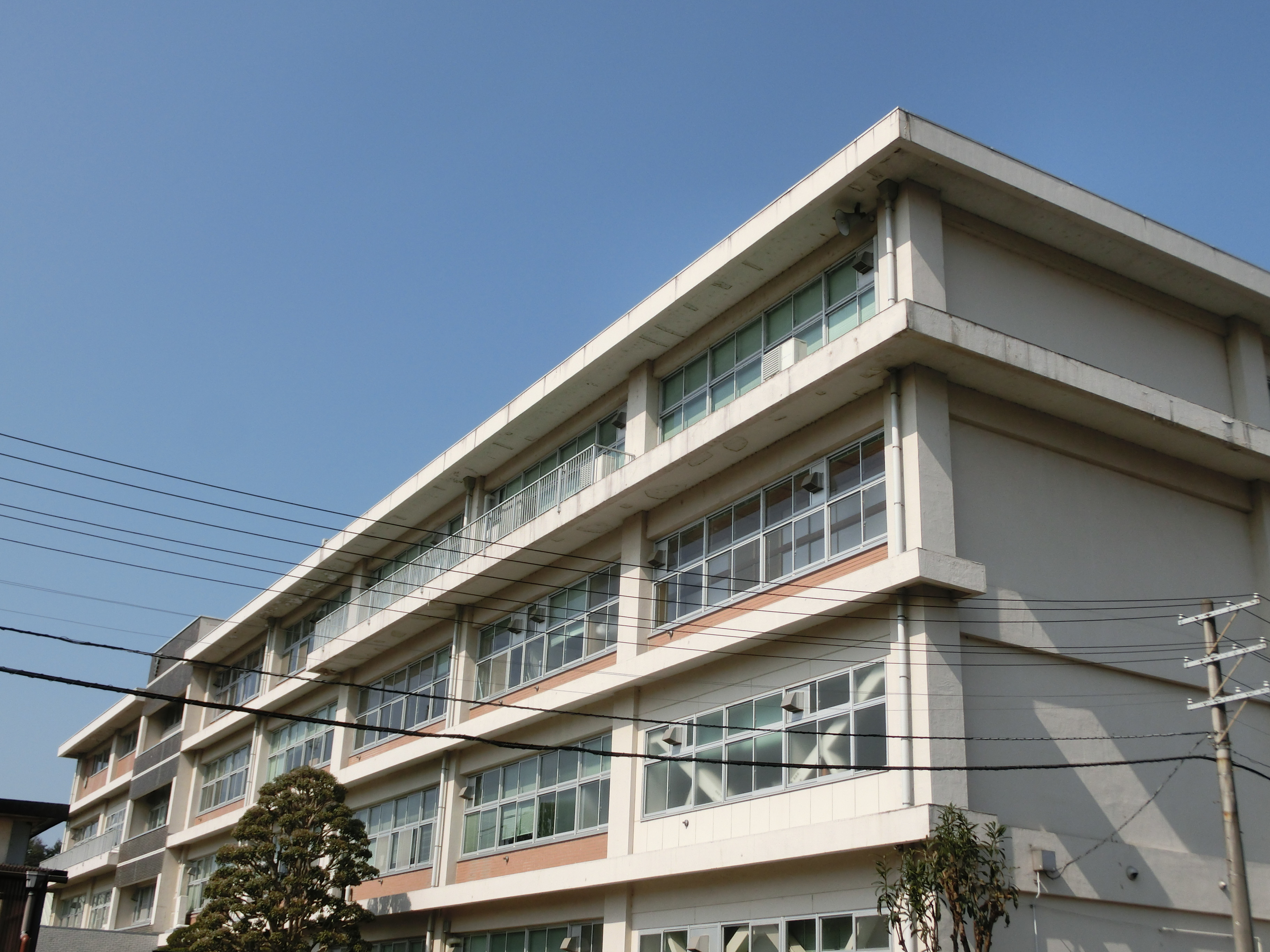
校舎

栃木県立宇都宮商業高等学校（とちぎけんりつうつのみやしょうぎょうこうとうがっこう）は、栃木県宇都宮市大曽三丁目にある県立の商業高等学校。略称は「宇商」（うしょう）。

## 概要
歴史
1949年（昭和24年）に宇都宮市内にあった商業高等学校2校（市立商業・県立商業）が統合され「栃木県立宇都宮商業高等学校」となる。市立商業が開校した1902年（明治35年）を創立年としており、2012年（平成24年）に創立110年を迎えた。
設置課程・学科
全日制課程 2学科（修業年限3年、学年制）
- 商業科（ビジネス総合コース・ビジネス進学コース）
- 情報処理科

定時制課程 2学科（修業年限4年、単位制、夜間）
- 普通科
- 商業科

校訓
「明知・進取・奉仕」
校章
2匹の蛇が取り巻いている黄金の杖と宇都宮をローマ字表記した際の頭文字「U」を組み合わせたものとなっている。この杖は「カドーシャス」と呼ばれ、ギリシア神話で商業の神として知られるマーキュリーが持つとされる杖に由来している。
校歌
1956年（昭和31年）に制定。歌詞は3番まである。1・2・3番にそれぞれ校訓の「明知・進取・奉仕」が入っている。また2番と3番には校章のもととなっている商業神「マーキュリー」とその杖「カドーシャス」が登場する。
同窓会
「栃木県立宇都宮商業高等学校同窓会」と称している。

## 教育実績
- 令和6年度税理士試験（簿記論）3名の合格者を輩出した[2]。
- 令和7年度公認会計士試験第Ⅰ回短答式試験の合格者を輩出した[3]。

## 日商簿記甲子園
- 2024年度、第1回全国高等学校日商簿記選手権大会（日商簿記甲子園）開催（日本商工会議所日商簿記検定施行70周年記念事業）の参加校である。

## 沿革
旧制・市立商業学校
- 1902年（明治35年）
  - 9月 - 宇都宮高等小学校（現・宇都宮市立中央小学校）に「宇都宮商業補習学校」が付設される。
  - 10月 - 宇都宮市曲師町で開校式を挙行。
- 1904年（明治37年）
  - 1月 - 宇都宮市二条町に校舎を建設開始。
  - 3月 - 乙種商業学校の設立が認可される。
- 1906年（明治39年）3月 - 「宇都宮市立宇都宮商業学校」と改称。
- 1908年（明治41年）5月 - 宇都宮市新宿町に校舎を移転。
- 1910年（明治43年）2月 - 宇都宮市清水町に校舎を移転。
- 1918年（大正7年）9月 - 校舎を改築。
- 1927年（昭和2年）4月 - 「宇都宮市商業学校」と改称。
- 1928年（昭和3年）3月 - 学則が改正され、修業年限が5年（現在の中1～高2に相当）となる。
- 1932年（昭和7年）12月 - 河内郡豊郷村大字大曽120番地（現在地）に移転。
- 1943年（昭和18年）4月 - 中等学校令の施行により、この時の入学生から修業年限が4年となる。
- 1944年（昭和19年）4月 - 教育ニ関スル戦時非常措置方策により、「宇都宮市立宇都宮工業学校」に転換。
- 1946年（昭和21年）4月 - 「宇都宮市立宇都宮商業学校」（再）となる。修業年限が5年に戻る（ただし4年修了で卒業することもできた）。
- 1947年（昭和22年）4月1日 - 学制改革（六・三制の実施）が行われる。
  - 商業学校としての募集を停止。
  - 新制中学校を併設（以下・併設中学校）し、商業学校1・2年修了者を新制中学校2・3年生として収容。
  - 併設中学校は経過措置としてあくまで暫定的に設置されたもので、新たに生徒募集は行われず、在校生が2・3年生のみの中学校であった。
  - 商業学校3・4年修了者はそのまま商業学校4・5年生として在籍（ただし4年修了時点で卒業することもできた）。
- 1948年（昭和23年）4月1日 - 学制改革により商業学校が廃止され、新制高等学校「宇都宮市立商業高等学校」が発足。
  - 商業学校卒業者（5年修了者）を新制高校3年生として、商業学校4年修了者を新制高校2年生として、併設中学校卒業者（3年修了者）を新制高校1年生として収容。
  - 併設中学校を継承し、1946年（昭和21年）に商業学校へ最後に入学した3年生のみとなる。
- 1949年（昭和24年）3月31日 - 併設中学校を廃止。

旧制・県立商業学校
- 1910年（明治43年）2月 - 宇都宮市今泉町での「栃木県立商業学校」の設立が認可される。
- 1912年（明治45年）3月 - 学則が改正され、予科（修業年限2年）を設置。
- 1922年（大正11年）
  - 1月 - 学則が改正され、予科・本科を廃止。
  - 11月 - 「栃木県立宇都宮商業学校」と改称（県内に2校目の県立商業学校が設置されたため）。
- 1943年（昭和18年）4月 - 中等学校令の施行により、この時の入学生から修業年限が4年となる。
- 1944年（昭和19年）4月 - 教育ニ関スル戦時非常措置方策により、「栃木県立宇陽工業学校」に転換。
- 1946年（昭和21年）4月 - 「栃木県立宇都宮商業学校」（再）となる。修業年限が5年に戻る（ただし4年修了で卒業することもできた）。
- 1947年（昭和22年）4月1日 - 学制改革（六・三制の実施）が行われる。
  - 商業学校としての募集を停止。
  - 新制中学校を併設（以下・併設中学校）し、商業学校1・2年修了者を新制中学校2・3年生として収容。
  - 併設中学校は経過措置としてあくまで暫定的に設置されたもので、新たに生徒募集は行われず、在校生が2・3年生のみの中学校であった。
  - 商業学校3・4年修了者はそのまま商業学校4・5年生として在籍（ただし4年修了時点で卒業することもできた）。
- 1948年（昭和23年）4月1日 - 学制改革により商業学校が廃止され、新制高等学校「栃木県宇都宮商業高等学校」が発足。
  - 商業学校卒業者（5年修了者）を新制高校3年生として、商業学校4年修了者を新制高校2年生として、併設中学校卒業者（3年修了者）を新制高校1年生として収容。
  - 併設中学校を継承し、1946年（昭和21年）に商業学校へ最後に入学した3年生のみとなる。
- 1949年（昭和24年）3月31日 - 併設中学校を廃止。

統合・栃木県立宇都宮商業高等学校
- 1949年（昭和24年）4月 - 公立高等学校の再編により、上記2校の商業高等学校が統合され「栃木県宇都宮商業高等学校」（県立）となる。定時制商業課程を設置。
  - 校地・校舎は旧・市立商業のものを使用。
- 1951年（昭和26年）4月1日 - 「栃木県立宇都宮商業高等学校」（現校名）と改称（県の後に「立」が付される）。
- 1954年（昭和29年）3月 - 木造2階建ての新校舎を増築。体育館を改築。
- 1956年（昭和31年）2月 - 校歌を制定。
- 1963年（昭和38年）
  - 3月 - 特別教室棟が完成。
  - 4月 - 女子生徒の募集を開始。定時制課程に普通科を設置。
- 1964年（昭和39年）10月 - 定時制課程において完全給食を開始。
- 1965年（昭和40年）
  - 2月 - 校庭に照明施設が完成。
  - 3月 - 普通教室棟が完成。
- 1967年（昭和42年）3月 - 管理棟が完成。
- 1969年（昭和42年）2月 - 講堂兼体育館が完成。
- 1969年（昭和44年）
  - 4月 - 創立を市立商業学校開校の1902年（明治35年）、創立記念日を4月30日と制定。校旗を制定。
  - 11月 - 校舎の増改築が完成。
- 1970年（昭和45年）3月 - 部室が完成。
- 1971年（昭和46年）12月 - 格技場が完成。
- 1972年（昭和47年）9月 - プールが完成。
- 1973年（昭和48年）4月1日 - 全日制課程 情報処理科を新設（対象は男子のみ）。
- 1976年（昭和51年）12月  - 第2運動場工事のため、水産試験場跡地を所管替え。
- 1977年（昭和52年）
  - 4月1日 - 全日制課程 情報処理科が男女共学となる。
  - 12月 - 第2運動場が完成。
- 1979年（昭和54年）
  - 3月 - 生活指導室と部室が完成。
  - 4月1日 - 定時制課程に経理コース（3年編入）を設置。
- 1981年（昭和56年）
  - 4月 - 部室が完成。
  - 9月 - 雨天練習場が完成。
- 1982年（昭和57年）
  - 1月 - 明知寮周辺庭園が完成。
  - 11月 - 創立80周年を記念して友誼園（中庭）が完成。
- 1988年（昭和63年）4月1日 - 全日制課程商業科において男女別枠の募集を撤廃。
- 1994年（平成6年）10月 - 第2体育館（重層体育館）が完成。
- 1995年（平成7年）
  - 2月 - ブロンズ製の校章を設置。
  - 7月 - 第1回ニュージーランド海外研修を実施。
- 1996年（平成8年）2月 - 校歌モニュメントを設置。
- 1998年（平成10年）- 特別棟・普通棟の改修工事が完成。
- 1999年（平成11年）12月 - 管理棟の改修工事が完成。
- 2002年（平成14年）10月 - 創立100周年記念式典を挙行。記念事業として友誼園の改修及び100周年記念モニュメント（マーキュリー像）を設置。校旗を新調。
- 2010年（平成22年）10月 - 第1体育館の耐震改修工事が完成。
- 2011年（平成23年） 創立110周年記念式典挙行。
- 2013年（平成25年）硬式野球部が平成24年度第85回記念選抜高等学校野球大会出場。

## 学校行事
全日制課程
3学期制
1学期
- 4月 - 入学式、始業式、創立記念式典
- 5月 - 生徒総会、PTA総会、中間考査
- 6月 - 教育実習、進路ガイダンス
- 7月 - 期末考査、スポーツフェスティバル（球技大会）、終業式、夏季補習
- 8月前半 - 進学合宿、高大連携スクーリング（立命館大学）、職場見学会

2学期
- 8月後半 - 始業式
- 9月 - インターンシップ、就職試験開始
- 10月 - 中間考査、宇商祭
- 11月 - 持久走大会、生徒会・家庭クラブ役員選挙、修学旅行、遠足
- 12月 - 期末考査、課題研究発表会、終業式

3学期
- 1月 - 冬季補習、始業式、大学入試センター試験
- 2月 - 3年生を送る会、同窓会入会式
- 3月 - 卒業式、スポーツフェスティバル（球技大会）、修業式

定時制課程
3学期制
1学期
- 6月 - 栃木県定時制通信制総合体育大会

2学期
- 9月 - 校内生活体験発表会
- 10月 -　栃木県定時制通信制文化発表会
- 11月 - 宇商祭、バス遠足、修学旅行
- 12月 - 校内球技大会

3学期
- 2月 - 予餞会

## 部活動
全日制課程
運動部
- 硬式野球部

- 夏の甲子園出場 - 1回（1923年（大正12年）※商業学校時代）
- 春のセンバツ甲子園出場 - 3回（1963年（昭和38年）・1979年（昭和54年）・2013年（平成25年））

- バスケットボール部
- バレーボール部

- インターハイ（女子）出場 - 1回（1993年）

- テニス部（硬式）
- ソフトテニス部
- 卓球部
- サッカー部
- 陸上競技部
- バドミントン部
- レスリング部
- 剣道部
- 空手道部
- 水泳部

文化部
- 科学研究部
- 音楽部
- 演劇部
- 美術部
- 文芸部
- 書道部
- 写真部
- 漫画創作部
- 華道部
- 茶道部
- バトントワリング部
- 吹奏楽部
- 放送部
- 珠算部
- 簿記部
- 情報処理部
- ワープロ部
- ビジネス研究部
- 英語部
- 手芸調理愛好会

定時制課程
運動部
- 剣道部
- ソフトテニス部
- バスケットボール部
- バレーボール部
- バドミントン部
- サッカー部
- 卓球部

文化部
- 商業部
- イラスト文芸部
- 軽音楽部
- パフォーマンス同好会

## 著名な出身者
- 相羽有（日本飛行学校校長、東京航空輸送社社長）
- 増山道保（政治家、元・宇都宮市長[4]）
- 谷邦夫（歌人、湯津上村長）
- 岡部隆志（共立女子短期大学名誉教授、日本文学研究者）
- 手塚寿郎（元小樽高等商業学校教授、経済学者）
- 宇都美清（歌手）
- 高津戸信幸（MAGIC OF LiFEのボーカル・ギター）
- 湯沢敏仁（漫画家、イラストレーター）
- 和泉貴樹（元大学野球指導者）
- 斉藤浩行（元プロ野球選手）
- 金敷一美（元プロ野球選手）
- 長井功一（プロ野球審判員）

## 交通
最寄りの鉄道駅
- JR東日本 「宇都宮駅」から徒歩30分
- 東武鉄道 宇都宮線 「東武宇都宮駅」から徒歩30分

最寄りのバス停
- 関東自動車（関東バス）宇商高経由富士見が丘団地行き、帝京大行き、宇都宮美術館行きなど「宇商高前」バス停

最寄りの国道・県道
- 栃木県道10号宇都宮那須烏山線（宇商通り）

## 周辺
- 宇都宮市消防局
- 八幡山公園・宇都宮タワー
- 田川
- 宇都宮市立錦小学校
- 宇都宮市立陽北中学校